# محمد العنزي (لاعب كرة قدم مواليد يناير 1997)
محمد قاسم العنزي (مواليد 1 يناير 1997) هو لاعب كرة قدم سعودي يلعب حالياً في نادي الساحل.

## مسيرة اللاعب
مثل نادي الشباب في الفئات السنية و لعب بعدها مع نادي التقدم ونادي أحد ونادي الجبلين ونادي الشعلة ونادي الجبيل ونادي الساحل.